# Antônia da Santa Cruz
Antônia da Santa Cruz (Santaluz, Estado de Bahía, Brasil, 13 de junio de 1905-Conceição do Coité, 23 de enero de 2022) fue una supercentenaria brasileña que murió a los 116 años y 224 días. Al momento de su fallecimiento, era la persona viva más longeva de Brasil y Latinoamérica, la tercera persona más longeva del mundo y la decimoséptima persona más longeva de todos los tiempos. Fue la última persona nacida en 1905 en morir. Su edad fue validada por el Gerontology Research Group en febrero de 2021.

## Biografía
Nació en Santaluz, un municipio ubicado en el estado brasileño de Bahía, el 13 de junio de 1905 siendo hija de Francisco Pereira de Santana y Anna Maria de Jesus, su nacimiento coincidió con la fiesta de San Antonio razón por la que le fue dado su nombre.
Vivió en Salgádalia, un distrito brasileño ubicado en el municipio de Conceição do Coité en su natal Estado de Bahía.

### Longevidad
El 18 de febrero de 2021, con una edad de 115 años y 248 días recibió su primera dosis de la vacuna contra COVID-19 convirtiéndose en una de las personas más longevas vacunadas contra dicha enfermedad.
El 22 de mayo de 2021 al fallecer la francesa Jeanne Bot, se convirtió en la última persona verificada nacida en 1905. El 20 de octubre de ese año superó la edad de Bot de 116 años y 128 días convirtiéndose en la decimoséptima persona más longeva de todos los tiempos.
El 5 de octubre de 2021 al morir Francisca Celsa dos Santos se convirtió en la persona viva más longeva de Brasil, en la tercera persona viva más longeva del mundo y en la persona viva más longeva de Latinoamérica.
El 6 de diciembre de 2021 superó la edad de 116 años y 175 días alcanzada por la japonesa Tane Ikai, convirtiéndose así en la decimosexta persona más longeva de todos los tiempos.
El 23 de enero de 2022, falleció siendo la última persona nacida en 1905.